# 姜信真
姜信真（1934年8月—），男，汉族，辽宁兴城人，中华人民共和国政治人物，曾任陕西省人民政府副省长，陕西省政协副主席，九三学社中央委员会常务委员，第九届全国政协委员。